# Kevin Barry (Canción)
"Kevin Barry" es una popular canción rebelde irlandesa que relata la muerte de Kevin Barry, miembro del Ejército Republicano Irlandés (IRA) que fue ahorcado el 1 de noviembre de 1920. Tenía 18 años en ese momento. Él forma parte de un grupo de miembros del IRA ejecutados entre 1920 y 1921, conocidos colectivamente como Los Diez Olvidados.
La balada fue escrita poco después de su muerte por un autor cuya identidad se desconoce.  La familia de Barry investigó esto en la década de 1920, pero sólo les dijeron que era obra de un emigrante irlandés que vivía en Glasgow. Algunas fuentes afirman que fue escrita por Terrence Ward, un periodista, pero esta es incorrecta: en realidad escribió otra canción sobre Barry.  (Por lo menos, parece que nadie reclama activamente los derechos de autor de esta canción). Se canta con la melodía de "Rolling Home to Dear Old Ireland" (también conocida como "Rolling Home to" en varios otros lugares).
Ha sido interpretada por muchos grupos irlandeses, incluidos The Wolfe Tones  y The Clancy Brothers . El cantante estadounidense Paul Robeson la incluyó en este álbum Songs of Struggle, aunque esta versión atenúa el sentimiento antibritánico del original.   En al menos una ocasión, en 1972, Leonard Cohen versionó la canción en un concierto. 
La canción ha sido una de las canciones irlandesas más populares y ha sido en gran medida responsable de convertir a Kevin Barry en un nombre conocido.  Se decía que era tan popular entre las tropas británicas durante los disturbios que fue prohibido.  Fue una de las muchas baladas rebeldes irlandesas eliminadas de las listas de reproducción de RTÉ durante el período del conflicto en Irlanda del Norte.
"Kevin Barry" tuvo un papel destacado en la novela Las cenizas de Ángela de Frank McCourt y en la adaptación cinematográfica del libro de 1999. 
Letra

Como se desconoce el autor, no existe una versión definitiva. Puede cantarse con varios versos añadidos u omitidos, o sin estribillo u otras variaciones menores. Esta es una versión:
| «Letra en inglés» In Mountjoy jail one Monday morning High upon the gallows tree, Kevin Barry gave his young life For the cause of liberty. Just a lad of eighteen summers, Still there's no one can deny, As he walked to death that morning, He proudly held his head on high. Chorus Shoot me like an Irish soldier. Do not hang me like a dog, For I fought to free old Ireland On that still September morn. All around the little bakery Where we fought them hand to hand, Shoot me like an Irish soldier, For I fought to free Ireland Just before he faced the hangman, In his dreary prison cell, British soldiers tortured Barry, Just because he would not tell. The names of his brave comrades, And other things they wished to know. Turn informer or we'll kill you Kevin Barry answered "No". Proudly standing to attention While he bade his last farewell To his broken hearted mother Whose grief no one can tell. For the cause he proudly cherished This sad parting had to be Then to death walked softly smiling That old Ireland might be free. Another martyr for old Ireland, Another murder for the crown, Whose brutal laws may kill the Irish, But can't keep their spirit down. Lads like Barry are no cowards. From the foe they will not fly. Lads like Barry will free Ireland, For her sake they'll live and die. | «Letra en español'» En la cárcel de Mountjoy, un lunes por la mañana En lo alto de la horca, Kevin Barry dio su joven vida Por la causa de la libertad. Sólo un muchacho de dieciocho veranos, Aun así, nadie puede negarlo, Mientras caminaba hacia la muerte esa mañana, Mantuvo orgullosamente su cabeza en alto. Coro Mátenme como a un soldado irlandés. No me cuelguen como a un perro, Porque luché para liberar a la vieja Irlanda En esa tranquila mañana de septiembre. Todo alrededor de la pequeña panadería. Donde luchamos contra ellos cuerpo a cuerpo, Dispárame como a un soldado irlandés. Porque luché para liberar a Irlanda Justo antes de enfrentarse al verdugo, En su triste celda de prisión, Los soldados británicos torturaron a Barry. Sólo porque no quiso decirlo. Los nombres de sus valientes camaradas, Y otras cosas que deseaban saber. Conviértete en informante o te mataremos Kevin Barry respondió "No". Orgullosamente de pie en posición de firmes Mientras decía su último adiós A su desconsolada madre Cuyo dolor nadie puede contar. Por la causa que orgullosamente apreciaba Esta triste despedida tenía que ser Entonces caminó hacia la muerte sonriendo suavemente Para que la vieja Irlanda pudiera ser libre. Otro mártir para la vieja Irlanda, Otro asesinato para la corona, Cuyas leyes brutales pueden matar a los irlandeses, Pero no pueden abatir su espíritu. Los muchachos como Barry no son cobardes. Del enemigo no huirán. Los muchachos como Barry liberarán a Irlanda, Por su bien vivirán y morirán. |